# Castell Nonni
Castell Nonni är ett slott i Storbritannien.   Det ligger i kommunen Carmarthenshire och riksdelen Wales, i den södra delen av landet, 280 km väster om huvudstaden London. Castell Nonni ligger 169 meter över havet.
Terrängen runt Castell Nonni är kuperad österut, men västerut är den platt. Runt Castell Nonni är det ganska tätbefolkat, med 72 invånare per kvadratkilometer. Närmaste större samhälle är Lampeter, 11,6 km nordost om Castell Nonni. I omgivningarna runt Castell Nonni växer i huvudsak blandskog.